# Rosolivți, Krasîliv
Rosolivți (în ucraineană Росолівці) este o comună în raionul Krasîliv, regiunea Hmelnîțkîi, Ucraina, formată numai din satul de reședință.

## Demografie
Componența lingvistică a comunei Rosolivți
     Ucraineană (99,87%)
     Alte limbi (0,13%)
Conform recensământului din 2001, majoritatea populației comunei Rosolivți era vorbitoare de ucraineană (99,87%), existând în minoritate și vorbitori de alte limbi.